# Уопетон (Северная Дакота)
Уо́петон (англ. Wahpeton) — город в округе Ричленд на юго-востоке Северной Дакоты, вдоль реки Буа-де-Сиу и у её впадения в реку Оттер-Тейл, которая, в свою очередь, образует реку Ред-Ривер. Уопетон — административный центр округа Ричленд.
Был основан в 1869 году и является главным городом Микрополитенского статистического ареала Уопетона, которая включает в себя округа Ричленд и Уилкин. Городом-побратимом является Брекенридж.
В Уопетоне находится научный колледж Северной Дакоты. Местная газета — Wahpeton Daily News.

## История
В 1767 году первым европейским исследователем в этом районе был Джонатан Кэрвер. Его исследовательская миссия состояла в том, чтобы найти северо-западный проход между озёрами Мичиган и Гурон. Ему не удалось найти то, чего не существует, но его отчёт об исследованиях помог привлечь на эту территорию торговцев мехом и других исследователей.

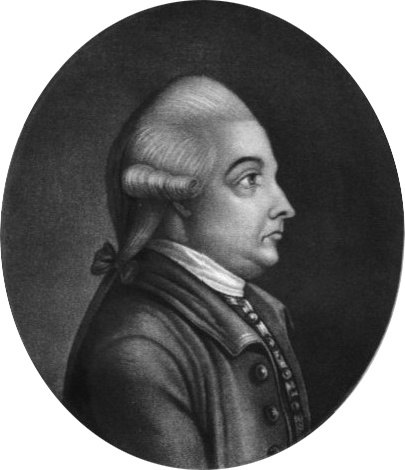
Джонатан Кэрвер

Более чем через 100 лет после его экспедиции исследовательская группа Правительства США прошла через район будущего города. Когда Гражданская война закончилась, Правительство захотело стимулировать развитие на Западе. Участник той группы Дж. Блендинг был настолько впечатлён плодородной речной долиной в этом районе Дакоты, что вернувшись в свой дом в Висконсине, был полон решимости перевезти туда свою семью и имущество. Он настолько повлиял на других поселенцев Висконсина, что многие добрались до района и обосновались там раньше него.
Первым поселенцем был Морган Рич. В 1869 году его плуг проложил первую борозду в богатой чёрной пойме. Когда прибыли другие поселенцы, они сформировали небольшую общину и назвали её Ричвилл, в честь как её основателя, так и плодородия почвы.
В 1871 году здесь открылось почтовое отделение. В то же время название города было изменено на Чахинкапа, с лакотского языка означающее «конец леса». Два года спустя вокруг него был организован одноимённый округ.
В том же году округ был переименован в Ричленд, а город Чахинкапа переименован в Уопетон, которое было взято у названия местной группы индейцев дакота — wakhpetonwan (в пер. «обитатели листьев»). Они приняли это имя в более раннее время, когда жили в окрестностях озера Милл-Лакс, до того, как были вытеснены группами оджибве и оттеснены на запад.
В течение первых нескольких лет рост Уопетона был довольно медленным, но в 1872 году он быстро увеличился после завершения строительства железнодорожной линии в Брекенридже. В регион вошла железная дорога Сент-Пол и Пасифик. Она создала бурно в обоих городах развивающийся бизнес по производству плоскодонных лодок, которые могли перевозить грузы непосредственно с железной дороги вниз по реке через Ред-Ривер в северные районы штата и за его пределы, в Виннипег.
Железнодорожная линия привлекла в этот район гораздо больше поселенцев — как мигрантов с востока США, так и коренных американцев и новых иммигрантов из Европы. Немцы, богемцы, скандинавы и коренные американцы переехали в округ Ричленд, чтобы подать документы на получение земельных наделов. В 1874 году Джейкоб Морвин и Джозеф Ситтарич открыли первый в Уопетоне розничный магазин. К 1876 году трафик между Уохпетоном и Брекенриджем превысил пропускную способность парома. Через реку Буа-де-Сиу, соединяющую города, был построен мост.
Ещё один этап роста произошел в 1880 году, когда железная дорога «Сент-Пол, Миннеаполис и Манитоба» пересекла реку и продвинула свои пути дальше на северо-запад. К 1883 году, по оценкам, население Уопетона достигало 1400 человек.
В 1888 году здесь была создана электрическая компания Северного сияния. Это сделало Уопетон одним из первых электрифицированных городов штата. В 1909 году компания стала первым клиентом недавно основанной Otter Tail Power Company. В 1913 году владелец компании Киддер продал Otter Tail Power и стал её первым генеральным менеджером. В 1927 году Otter Tail Power построила в Уопетоне свою крупнейшую на тот момент электростанцию, назвав её в честь своего владельца. В 1977 году электростанцию демонтировали; сейчас на этом месте парк.

## География
По данным Бюро переписи населения США, его площадь составляет 5,29 квадратных миль (13,70 км²).
Река Ред-Ривер образует одну из самых плодородных речных долин в мире. Протекая на север, в Канаду, она образует природно-административную границу между Северной Дакотой и Миннесотой. Уопетон находится недалеко от истоков реки при слиянии рек Буа-де-Сиу и Оттер-Тейл.

### Климат
Для этого климатического региона характерны большие сезонные перепады температур, с тёплым и жарким (и часто влажным) летом и холодной (иногда очень холодной) зимой. Согласно системе классификации климата, в Уопетоне влажный континентальный климат, сокращенно обозначаемый "Dfb" на климатических картах.

## Демография

### Перепись населения 2000 года
По данным переписи населения 2000 года, в городе проживало 8 586 человек, 3 254 домохозяйства и 1 867 семей. Плотность населения составляла 1 718,1 жителя на милю² (663,4/км²). Насчитывалось 3492 единицы жилья со средней плотностью 698,8 на милю² (269,8/км²). Расовый состав населения города составлял: 95,47 % — белые, 0,62 % — афроамериканцы, 2,41 % — коренные американцы, 0,43 % — азиаты, 0,03 % — жители Тихоокеанских островов, 0,12 % — другие расы  и 0,92 % — представители двух или более рас. Испаноязычные или латиноамериканцы любой расы составляли 0,76% населения.
6 ведущих групп происхождения в городе: немцы (47,4 %), норвежцы (28,4 %), ирландцы (7,1 %), шведы (5,8 %), французы (4,0 %), англичане (4,0 %).
Насчитывалось 3 254 домашних хозяйства, из которых в 30,4 % проживали дети младше 18 лет, 45,3 % представляли собой совместно проживающие супружеские пары, в 8,5 % домашних хозяйств женщины проживали без мужей, и 42,6 % не имели семей. 32,7 % всех домохозяйств состояли из одного человека, а в 10,0 % проживали одинокие люди в возрасте 65 лет и старше. Средний размер домохозяйства составил 2,28, а семьи - 2,97 человека.
В городе население было распределено: 21,2 % моложе 18 лет, 24,1% — от 18 до 24 лет, 24,2 % — от 25 до 44 лет, 17,5 % — от 45 до 64 лет и 13,0 % — в возрасте 65 лет и старше. Средний возраст составил 29 лет. На каждые 100 женщин приходилось 109,8 мужчин. На каждые 100 женщин 18 лет и старше приходится 112,3 мужчин.
Средний доход семьи в городе составлял 33 471 доллар, а средний доход семьи — 44 645 долларов. Средний доход мужчин составлял 30 199 долларов по сравнению с 20 089 долларами у женщин. Доход на душу населения в городе составлял 15 293 доллара. Около 7,3 % семей и 13,4 % всего населения были ниже черты бедности, в том числе 8,9 % из них моложе 18 лет и 10,4 % — из тех, кому 65 лет и старше.

### Перепись населения 2010 года
По данным переписи населения 2010 года, в городе проживало 7 766 человек, 3 151 домохозяйство и 1 717 семей. Плотность населения составляла 1 468,1 жителя на милю² (566,8/км²). Насчитывалось 3482 единицы жилья со средней плотностью 658,2 на милю² (254,1/км²). Расовый состав населения города составлял: 92,6 % — белые, 1,3 % — афроамериканцы, 3,1 % — коренные американцы, 0,8 % — азиаты, 0,1 % — жители Тихоокеанских островов, 0,3 % — другие расы и 1,8 % — представители двух или более рас. Испаноязычные или латиноамериканцы любой расы составляли 2,0 % населения.
Насчитывалось 3 151 домохозяйство, из которых в 26,8 % проживали дети в возрасте до 18 лет, 40,7 % представляли собой совместно проживающие супружеские пары, в 9,2 % семей женщины проживали без мужей, в 4,6 % семей мужчины проживали без жён, и 45,5 % не имели семей. 36,3 % всех домохозяйств состояли из одного человека, а в 11,7 % проживали одинокие люди в возрасте 65 лет и старше. Средний размер домохозяйства составил 2,17, а семьи - 2,89 человека.
Средний возраст в городе составлял 31,1 лет. 20,3 % жителей были моложе 18 лет; 22,2 % — от 18 до 24 лет; 20,5 % — от 25 до 44 лет; 24,5 % — от 45 до 64 лет; и 12,6 % — 65 лет и старше. Гендерный состав населения города составлял 51,6 % мужчин и 48,4 % женщин.

## Экономика
Уопетон является местом учреждения для нескольких крупных производственных предприятий, включая Woodcraft Industries, Inc., WCCO Belting, Minn-Dak Farmers Cooperative, Cargill, ComDel Innovation, Heartland Precision, Doosan/Bobcat, Masonite и Wil-Rich. Корпорация Imation здесь управляла производственным предприятием, но оно закрылось в 2009 году.
14 мая 1991 года избиратели Уопетона утвердили городской налог с продаж и использования в размере 1 %, поступления от которого должны были направляться исключительно на экономическое развитие города и округа посредством расширения бизнеса и промышленности, включая создание рабочих мест, их сохранение, диверсификацию бизнеса и промышленности, а также создание, стимулирование и обслуживание деловой и торговой деятельности и объектов. Налог вступил в силу 1 июля 1991 года и запланирован был прекратить действие через пять лет, но 14 июня 1994 года избиратели одобрили продление налога на 10 лет до 30 июня 2006 года. 14 октября 2003 года избиратели одобрили расширение использования налога в размере 1½ % и продление его действия до 30 июня 2026 года.

## Отдых и культура
Этот район привлекает любителей активного отдыха и охотников, так как находится посреди Центрального пролёта птичьей миграции, что обеспечивает отличную охоту на перелётных водоплавающих птиц.
Поле для гольфа Буа-де-Сиу — единственное в США поле для гольфа, одна половина которого находится в одном штате, а другая половина — в другом. Рядом с полем для гольфа находится парк Чахинкапа, в котором расположены игровые площадки, бейсбольные, софтбольные, футбольные поля и теннисные корты. Летом открыт большой бассейн. Парк Чахинкапа также включает в себя и зоопарк Чахинкапа. В мае 2018 года зоопарк перевёз к себе  двух белых носорогов.

Скульптура сома на плотине Киддер

В Музее Исторического общества округа Ричленд представлены артефакты коренных американцев и свидетельства жизни первопроходцев. Недалеко от города находятся Форт-Эберкромби: к северу — первый постоянный военный пост на территории Дакоты и к югу — мемориал на кладбище «Риверсайд», установленный в память о работниках цирка братьев Ринглинг, погибших во время установки шатрового столба из-за удара в него молнии 10 июня 1897 года. Памятник представляет собой гранитную копию шатрового столба, обломанную на конце и перетянутую цепью. Артисты цирка проводят поминальную службу у памятника всякий раз, когда они выступают в этом районе.

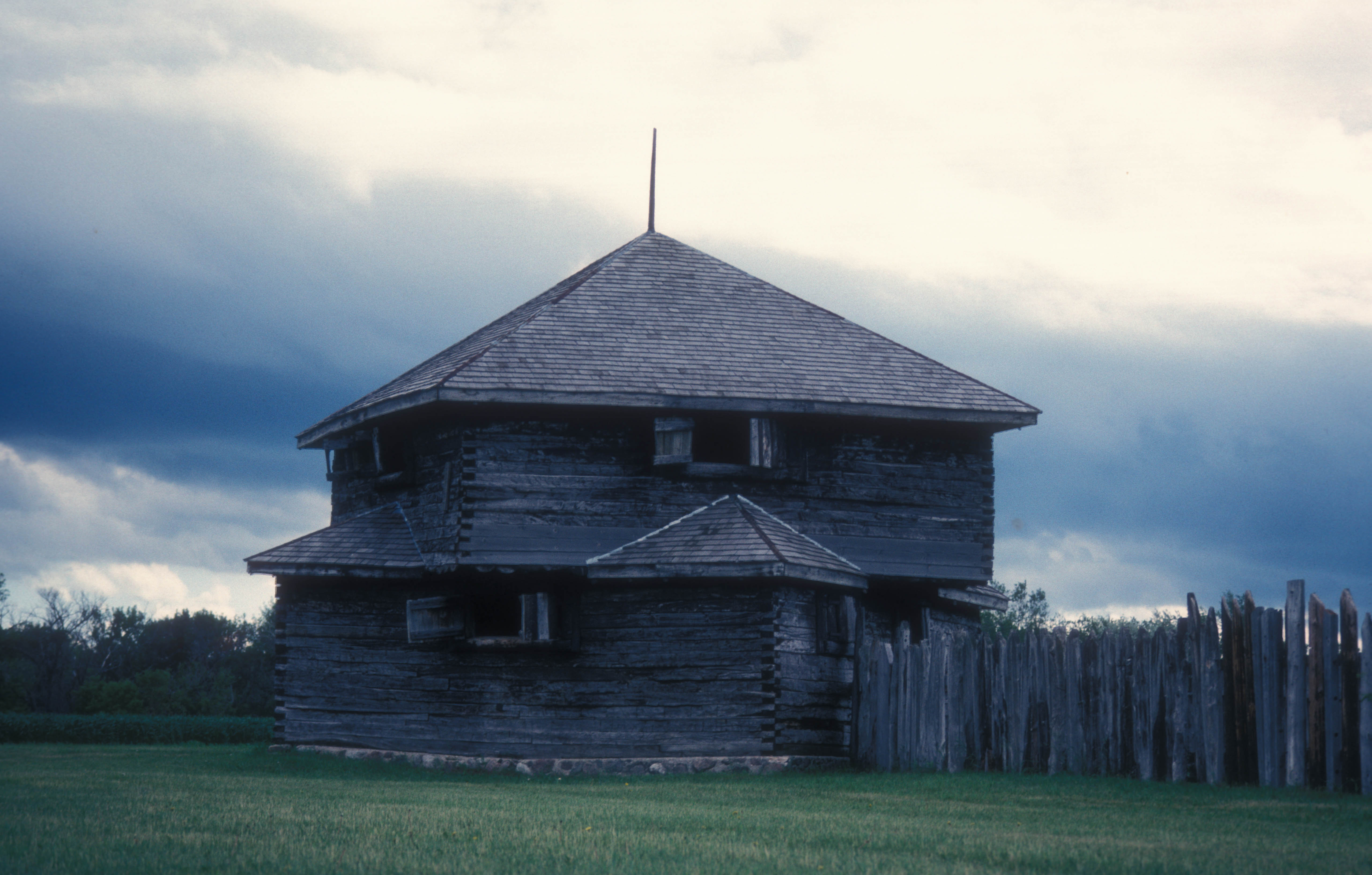
Форт-Эберкромби

В нескольких милях от Уопетона в излучине реки Уайлд-Райс находится кармелитский монастырь.
Ежегодно, с июня по октябрь по четвергам во второй половине дня возле местного здания Sears/Family Dollar building проходит рынок садоводов «Города-побратимы».
Другие достопримечательности города включают скульптуру самого крупного в мире сома — неофициальный символ Уопетона и ферму Бонанзы площадью 15 акров (61 000 м²) с хозяйственными постройками и техникой. На углу Дакота-авеню и 4-й улицы есть фреска. Также в центре города находится «художественная галерея» «Красная дверь».

## Образование
Город обслуживается двумя начальными школами: средней школой Уопетона и старшей школой Уопетона. Среди частных образовательных учреждений есть Начальная школа Святого Иоанна.

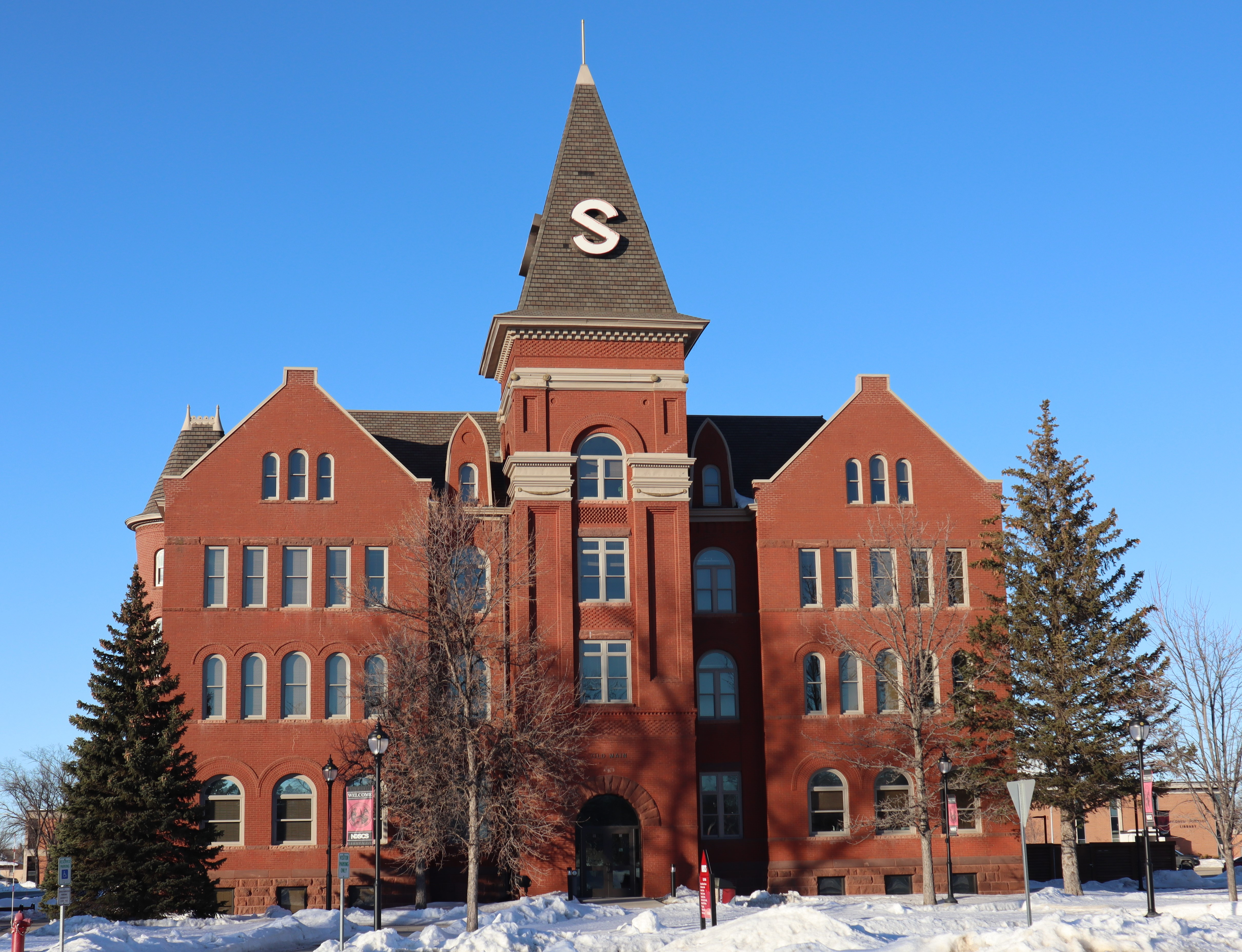
Университет долины Ред-Ривер

В 1889 году в Вахпетоне был основан Университет долины Ред-Ривер. Позже он был переименован в Государственный научный колледж Северной Дакоты.
В 1904 году Правительство США основало здесь индейскую школу-интернат Уопетон, которая действовала до 1970-х годов. Он предназначался для обучения детей коренных американцев из резерваций и племён в северной Миннесоте, Северной Дакоте и северной части Южной Дакоты. Это была индейская школа-интернат, предназначенная для приобщения детей к основному языку, культуре и религии. В большинстве таких школ дети должны были использовать английский, а не родной язык (которых было много среди этих групп), одеваться в евроамериканском стиле и исповедовать христианство. С тех пор школа была передана межплеменной группе, зарегистрированной под эгидой признанного на федеральном уровне племени Сиссетон-Ояте и финансируемой Бюро образования индейцев. Племена переименовали школу в «Школьный круг наций» и управляют ею, обслуживая детей 4-8 классов.

## Транспорт
В Уопетоне есть две железные дороги, автобусная линия, пять линий для грузовиков и аэропорт со взлётно-посадочными полосами длиной примерно 3000 и 5000 футов (1500 м).

## Известные люди
- Арт Андерсон (1936—2021;  ранние годы и учёба в средней школе) — американский футболист.
- Сэм Андерсон (р.1945; рождение и учёба в средней школе) — американский актёр.
- Анна Аствацатурян-Тёркотт (р.1978; временное поселение) — армяно-американская писательница.
- Вудро Кибл (1917—1982; состоял в местной ветеранской организации) — ветеран Национальной гвардии США, участник Второй мировой и Корейской войн.
- Стивен Майра[англ.] (1934—1994; рождение) — американский футболист.
- Портер Мак-Камбер (1858—1933; адвокатская практика) — американский политик.
- Колин Масика[англ.] (1931—2022; рождение) — американский лингвист.
- Джером Миллер[англ.] (1931—2015; рождение) — американский администратор исправительных учреждений.
- Уильям Пёрселл[англ.] (1856—1928; смерть) — американский политик.
- Дэвид Рикмен[англ.] (р.1978; рождение) — американский тренер по баскетболу.
- Райан Смит[англ.] (р.1991; рождение)  — американский футболист.
- Рассел Тейн[англ.] (1926—2020; жизнь после увольнения из армии до смерти) — американский политик.
- Кларк Уильямс[англ.] (1942—2020; рождение) — американский политик.
- Джон Уолл[англ.] (1943—2014; поздняя жизнь) — американский политик.
- Сидни Хиндс[англ.] (1900—1991; учёба в средней школе) — американский военный.
- Роуз Ховик[англ.] (1890—1954; рождение) — мать американских актрис Джипси Роуз Ли и Джун Хэвок.
- Мэри Шоу-Шорб[англ.] (1907—1990; рождение) — американский научный сотрудник.
- Луиза Эрдрич (р.1954; место работы родителей) — американская писательница и поэтесса.